# Xuxa
Xuxa, właśc. Maria da Graça Meneghel (ur. 27 marca 1963 w Santa Rosa) – brazylijska piosenkarka, zdobywczyni Nagrody Grammy, aktorka oraz prezenterka telewizyjna prowadząca programy dla dzieci. Jej występy były transmitowane w wielu krajach świata w językach: portugalskim, hiszpańskim i angielskim. Do jej największych osiągnięć zaliczyć należy również nagranie albumu Xou da Xuxa 3, który osiągnął jeden z najlepszych wyników sprzedaży w historii brazylijskiej muzyki – ponad 3,5 mln sprzedanych egzemplarzy. Jest on zarazem jednym z najlepiej sprzedających się albumów na świecie w kategorii muzyki dla dzieci. Warto dodać, że aż 12 singli artystki osiągnęło pierwsze miejsce brazylijskiej listy przebojów. W 1993 jej singel Sabor de la vida dotarł na pierwsze miejsce listy Hot Latin Tracks amerykańskiego magazynu muzycznego Billboard. W 2008 roku Xuxa była piosenkarką, która sprzedała najwięcej albumów i singli w historii brazylijskiej muzyki, a jej majątek szacowany jest na ponad 470 mln USD.

## Życie prywatne
Xuxa ma pochodzenie niemiecko-austriacko-polsko-włoskie. Jej ojciec – Luiz Floriano Meneghel – był zawodowym żołnierzem; stacjonował w Rio de Janeiro, kiedy była małą dziewczynką.
Przez pięć lat – do 1986 – spotykała się ze słynnym brazylijskim piłkarzem Pelé, którego poznała podczas sesji zdjęciowej dla Manchete Magazine. W latach 1990–1992 spotykała się z kierowcą Formuły 1 Ayrtonem Senną. W 1997 zaczęła spotykać się z modelem i aktorem Luciano Szafirem. Owocem ich związku jest córka Sasha, która urodziła się 28 lipca 1998.

## Albumy
- 1984 – Clube da Criança
- 1985 – Xuxa e Seus Amigos
- 1986 – Xou da Xuxa
- 1987 – Xegundo Xou da Xuxa
- 1988 – Xou da Xuxa 3
- 1989 – 4º Xou da Xuxa
- 1990 – Xuxa 5
- 1991 – Xou da Xuxa Seis
- 1992 – Xou da Xuxa Sete
- 1993 – Xuxa
- 1994 – Sexto Sentido
- 1995 – Luz no Meu Caminho
- 1996 – Tô de Bem com a Vida
- 1997 – Boas Notícias
- 1998 – Só Falta Você
- 1999 – Xuxa 2000
- 2000 – Xuxa só para Baixinhos
- 2001 – Xuxa só para Baixinhos 2
- 2002 – Xuxa só para Baixinhos 3
- 2003 – Xuxa só para Baixinhos 4
- 2004 – Xuxa só para Baixinhos 5 – Circo
- 2005 – Xuxa só para Baixinhos 6 – Festa
- 2007 – Xuxa só para Baixinhos 7 – Brincadeiras
- 2007 – Xuxa só para Baixinhos 8 – Escola
- 2008 - Xuxa só para Baixinhos 8 - Escola
- 2009 - Xuxa só para Baixinhos 9 - Natal Mágico
- 2010 - Xuxa só para Baixinhos 10 - Baixinhos, Bichinhos e Mais
- 2011 - Xuxa só para Baixinhos 11 - Sustentabilidade

## Filmografia
- 1979 – Amor Estranho Amor
- 1982 – Fuscão Preto
- 1983 – O Trapalhão na Arca de Noé
- 1984 – Os Trapalhões e o Mágico de Oróz
- 1985 – Os Trapalhões no reino da fantasia
- 1988 – Super Xuxa Contra Baixo Astral
- 1989 – A Princesa Xuxa e os Trapalhões
- 1990 – Xuxa e os Trapalhões e o Mistério de Hobin Hood
- 1990 – Lua de Cristal
- 1991 – Gaúcho Negro
- 1999 – Xuxa Requebra
- 2000 – Xuxa Pop Star
- 2001 – Xuxa e os Duendes
- 2002 – Xuxa e os Duendes 2
- 2003 – Xuxa em Abracadabra
- 2004 – Xuxa em O Tesouro da Cidade Perdida
- 2005 – Xuxinha e Guto Contra Os Monstros do Espaço
- 2006 – Xuxa Gêmeas
- 2007 – Xuxa em Sonho de Meninas

## Nagrody Grammy
- 2002 – Najlepszy album z muzyką dla dzieci – "Xuxa só para Baixinhos 2" (nagroda)
- 2003 – Najlepszy album z muzyką dla dzieci – "Xuxa só para Baixinhos 3" (nagroda)
- 2005 – Najlepszy album z muzyką dla dzieci – "Xuxa só para Baixinhos 5 – Circo" (nominacja)
- 2006 – Najlepszy album z muzyką dla dzieci – "Xuxa só para Baixinhos 6 – Fiesta" (nominacja)
- 2012 - Najlepszy album z muzyką dla dzieci – "Xuxa só para Baixinhos 11 – "Sustentabilidade" (nominacja)